# Johnny Hodges
John Keith „Johnny” Hodges (ur. 25 lipca 1907 w Cambridge, zm. 11 maja 1970 w Nowym Jorku) – amerykański saksofonista jazzowy grający na saksofonach altowym i sopranowym oraz na klarnecie; najbardziej znany ze swej gry w big bandzie Duke’a Ellingtona.

## Działalność
Karierę zaczynał grając z Lloydem Scottem, Sidneyem Bechetem, Luckym Robertsem i Chickiem Webbem. Gdy w 1928 Ellington postanowił powiększyć swój zespół polecono mu Hogdesa, który grał na saksofonach altowym i sopranowym. Z czasem jego gra stała się jednym z elementów pozwalających identyfikować orkiestrę Elligtona. Opuścił Duke’a, by w latach 1951–1955 prowadzić własny zespół, ale powrócił do big bandu na krótko przed sławnym występem orkiestry Ellingtona na Festiwalu w Newport w 1956.

## Dyskografia (wybór)
- 1952 In a Tender Mood, Verve
- 1954 Used to Be Duke, Verve
- 1956 Ellington at Newport, Columbia
- 1956 Duke is in Bed (Johnny Hodges and the Ellington All Stars without Duke), Verve
- 1958 Blues-A-Plenty, Verve
- 1959 Side by Side (Duke Ellington i Johnny Hodges), Verve
- 1959 Back to Back (Duke Ellington i Johnny Hodges), Verve
- 1960 Johnny Hodges and His Strings Play the Prettiest Gershwin, Verve
- 1961 Gerry Mulligan Meets Johnny Hodges
- 1961 Johnny Hodges with Billy Strayhorn and the Orchestra, Verve
- 1961 Johnny Hodges at Sportpalast Berlin, Pablo Records
- 1964 Everybody Knows Johnny Hodges, Impulse!
- 1965 Wings and Things (Hodges i Wild Bill Davis), Verve
- 1965 Blue Pyramid (Hodges i Wild Bill Davis), Verve
- 1965 Inspired Abandon, Impulse! (Hodges i Lawrence Brown)
- 1966 Johnny Hodges and All the Dukesmen, Verve
- 1966 The Incomparable Pairing of Blues and Johnny Hodges, Verve
- 1967 Don’t Sleep in the Subway, Verve
- 1967 Triple Play
- 1969 Rippin’ and Runnin', Verve